# Concours général
L'expression « concours général » est également utilisée en gymnastique artistique pour désigner un concours prenant en compte l'ensemble des agrès.
Depuis 1747 en France, le concours général est un concours destiné à récompenser chaque année les meilleurs élèves des classes de première et de terminale dans le concours général des lycées, et des apprentis dans le concours général des métiers.

## Présentation
Le concours général est régi par l'arrêté du 3 novembre 1986.
Symbole de l’excellence et de l’élitisme français, le concours général est généralement considéré comme l’un des concours les plus difficiles, les plus prestigieux et les plus importants du système éducatif français.

### Concours général des lycées
Les élèves de première peuvent concourir :
- en français ;
- en histoire ;
- en géographie ;
- en arts plastiques ;
- en éducation musicale ;
- en version latine ;
- en thème latin ;
- en version grecque.

Les élèves de terminale peuvent concourir : 
- en dissertation philosophique ;
- en sciences de la vie et de la Terre ;
- en mathématiques ;
- en numérique et sciences informatiques ;
- en physique-chimie ;
- en sciences de l'ingénieur ;
- en sciences économiques et sociales ;
- en allemand ;
- en anglais ;
- en arabe ;
- en chinois (depuis 2007) ;
- en espagnol ;
- en hébreu ;
- en italien ;
- en portugais ;
- en russe ;
- en management, sciences de gestion et numérique.

Certaines matières en terminale dépendent des séries. De plus, les élèves ayant une nationalité autre que française ou ayant la double-nationalité ne sont pas admis à concourir à l'épreuve de langue de leur nationalité.
En 2014, par exemple, les académies de Paris, de Versailles, de Lyon et de Nantes étaient les académies les plus primées, avec respectivement 80, 33, 11 et 8 lauréats au concours général. Mais de nombreux élèves d'autres académies et de l'étranger réussissent également.
Des établissements se distinguent particulièrement chaque année, comme le lycée Janson-de-Sailly, le lycée Henri-IV à Paris, le lycée Louis-le-Grand à Paris, le lycée Stanislas à Paris, et le lycée international de Saint-Germain-en-Laye. Par ailleurs, plusieurs prix ont été remportés par des élèves de l’École Jeannine-Manuel à Paris, du lycée franco-allemand de Buc (académie de Versailles), du Centre international de Valbonne à Sophia-Antipolis, du lycée Lyautey à Casablanca (Établissement français au Maroc), et du lycée Saint-Louis-de-Gonzague à Paris (par ordre alphabétique).

### Concours général des métiers
Le concours général des métiers s'adresse aux élèves de terminale des lycées d'enseignement professionnel publics et privés sous contrat et aux apprentis en année terminale de formation en centre de formation d'apprentis.
Les spécialités ouvertes au concours sont :
- commercialisation et services en restauration ;
- cuisine ;
- esthétique cosmétique parfumerie ;
- étude et définition de produits industriels (dernière session 2024) ;
- fonderie ;
- maintenance de véhicules : option A « voitures particulières » ; option B « véhicules de transport routier » ; option C « motocycles » ;
- maintenance des matériels : option A « matériels agricoles » ; option B « matériels de construction et de manutention » ; option C « matériels d'espaces verts » ;
- métiers de la coiffure ;
- métiers de la couture et de la confection (première session 2027) ;
- métiers de la mode-vêtements (dernière session 2026) ;
- métiers de l'électricité et de ses environnements connectés ;
- métiers du commerce et de la vente : option A « animation et gestion de l'espace commercial » ; option B « prospection clientèle et valorisation de l'offre commerciale » ;
- métiers et arts de la pierre ;
- modélisation et prototypage 3D (première session 2025) ;
- organisation de transport de marchandises ;
- plastiques et composites ;
- technicien en chaudronnerie industrielle ;
- technicien en réalisation de produits mécaniques : option « réalisation et suivi de productions » ; option « réalisation et maintenance des outillages » ;
- technicien menuisier agenceur ;
- travaux publics.

## Statistiques
Ce concours est particulièrement sélectif puisque seuls 18 élèves au maximum par matière sont récompensés (3 prix, 5 accessits, 10 mentions), alors que le nombre de candidats peut s'élever par exemple à plus du millier dans certaines disciplines. Ainsi, en 2011, l'Éducation nationale annonce que 2 641 élèves y ont été inscrits pour le concours général de mathématiques, 1 801 pour celui de physique-chimie, 1 268 pour celui d'anglais et 1 099 pour celui de composition française.
En 2005, il y avait au total 10 800 inscrits, en 2010, 13 200 et en 2014, 17 140. Ce chiffre monte à 19 003 pour la session 2022, dont 17 543 pour le concours général des lycées et 1 460 pour le concours général des métiers.

## Cérémonie de remise des prix
Les élèves qui ont obtenu un prix sont félicités par le ministre de l'Éducation nationale en personne au cours d'une cérémonie qui a souvent lieu dans le grand amphithéâtre de la Sorbonne à Paris en présence de nombreuses personnalités. Le concours ne donne pas d'avantage particulier, même s'il est un plus au sein d'un dossier scolaire pour prétendre à des classes préparatoires par exemple ; il est ainsi résumé par Maurice Druon, président de l'association des lauréats du concours général en 1973 : « Une aristocratie qui ne se transmet que par le sang des livres, se prouve par un effort de six heures et qui ne donne droit à rien. Une preuve de valeur, et voilà tout. »

## Histoire
L'origine du concours général est un legs fait par l'abbé Le Gendre, chanoine de Notre-Dame de Paris, à l'université de Paris, à charge pour celle-ci d'organiser tous les quatre ans un concours ouvert à tous couronnant les plus belles pièces de poésie et de musique composées à la gloire de la France et de ses grands hommes. À la mort de Le Gendre, en 1744, l'Université fit entériner par le Parlement ce qu'il faut bien appeler une dénaturation du legs lui permettant d'utiliser celui-ci à l'organisation d'un concours annuel, ouvert aux seuls élèves des collèges parisiens et consacré aux disciplines qui y étaient enseignées.
Les premiers prix furent décernés en 1747 à la Sorbonne. Interrompu pendant la Révolution (de 1793 à 1803), il exista tout au long du XIXe siècle puis fut à nouveau supprimé en 1904 (sur proposition de Gustave Belot et Louis Gallouédec), au motif que la préparation méthodique des élèves les plus susceptibles d'obtenir des prix se faisait au détriment des autres élèves. Le concours général fut rétabli en 1921 par le ministre Léon Bérard, mais restreint aux seules classes de première et de terminale.
En 1923, la distinction entre Paris et les départements de province fut supprimée et les lycéennes furent autorisées à concourir en 1924. Limité à l'origine au français, au latin, au grec ancien, à l'histoire, aux mathématiques, à la philosophie et à la physique, il s'ouvre en 1981 aux disciplines technologiques et en 1995 aux disciplines du baccalauréat professionnel.
Il y eut une brève apparition de l'éducation physique et sportive au concours général, en 1962 au moins. Les épreuves furent organisées dans chaque région, avec classements, lesquelles servaient aussi à la sélection nationale.
La session 2007 a vu l'entrée du chinois. À partir de 2017, une composition de mathématiques spécifique est proposée aux élèves des séries ES et L.
La session 2020 est annulée en raison de la pandémie de Covid-19 et aucun palmarès n'est publié.

## Lauréats
Les révolutionnaires Camille Desmoulins et Maximilien de Robespierre se côtoient au lycée Louis-le-Grand et sont lauréats la même année selon l'écrivain Bertrand Solet,.
Parmi les lauréats, on peut citer Arthur Rimbaud, Charles Baudelaire, Jean Jaurès et Alfred de Musset (deuxième) en latin, Georges Pompidou en grec, Léon Blum en philosophie, ainsi que Louis Pasteur, Henri Bergson, Victor Hugo, Jean-Pierre Chevènement et Alain Juppé.
Certaines années, des élèves sont lauréats dans plusieurs matières (par exemple à la fois en latin et en grec).

## Association
Fondée en 1922 sur l’initiative de Robert Régnier, chef du secrétariat de l’Institut, l'Association des lauréats du concours général est une association loi de 1901, déclarée d’utilité publique en 1935. 
L'association regroupe des lauréats du concours général de toutes générations et poursuit l'objet d'encourager et défendre les études et disciplines, et d'être un lieu d'entraide et de réseau entre membres.

## Pour approfondir